# Теснолист божур
Теснолист божур или теснолистен божур (Paeonia tenuifolia) е многогодишно тревисто растение от семейство Божурови. Видът е интерглациален реликт. Той е застрашен в България.
Корените му са грудесто удебелени. Стъблото му достига височина от 15 до 40 cm. Листата са последователни и двойно-тройно перести с линейни крайни дялове. Цветовете му са с 5 – 6 чашелистчета и 8 – 10 едри тъмночервени венчелистчета. Плодът е с 3 – 4 (5) влакнести мехунки. Цъфти през април – май, а плодоноси през август – септември.
Теснолистният божур се среща по сухи тревисти места, най-често на каменист варовит терен. Най-многочислените популации са в Добруджа и край село Горна Студена. Разпространен е и по Черноморското крайбрежие, Дунавската равнина, Драгоманско, село Понор, Божурище, Странджа и в Тунджанската хълмиста равнина до около 700 m.
Извън България, се среща и в Югоизточна Европа – Украйна, Молдова, Румъния и Сърбия.
Част от находищата на теснолист божур са в резерват „Калиакра“, защитена местност „Божурлъка“, защитена местност „Теснолистен божур“ и в защитени зони от Европейската екологична мрежа Натура 2000 в България.
Теснолистният божур е изобразен и на герба на град Божурище.